# Alexandre Alhinho
Alexandre Alhinho est un footballeur puis entraîneur portugais, né le 7 décembre 1953 à São Vicente au Cap-Vert, il possède également la nationalité capverdienne. Il évolue au poste de défenseur central du milieu des années 1970 à la fin des années 1980.
Formé à l'Académica de Coimbra, il évolue ensuite notamment au SC Farense, au FC Porto, à l'Académica Coimbra et au CF Belenenses. Il termine ensuite sa carrière professionnelle à l'Academico Viseu. Devenu entraîneur, il dirige de 2003 à 2006 la sélection capverdienne.
Il est le frère de l'international portugais Carlos Alhinho.

## Biographie
Alexandre Alhinho nait le 7 décembre 1953 à São Vicente au Cap-Vert. Il émigre ensuite au Portugal et rejoint le club portugais de l'Académica de Coimbra dans les rangs juniors au poste de défenseur central. International junior puis espoir, il commence sa carrière professionnelle au SC Farense lors de la saison 1973-1974. L'année suivante, il intègre les rangs du FC Porto et termine, en fin de saison, vice-champion du Portugal.
Après une saison dans le club de Porto, il signe à l'Académica Coimbra où il dispute 55 rencontres. En 1977, il rejoint les rangs du CF Belenenses où il évolue cinq saisons. Il retourne, en 1982, au SC Farense, alors en deuxième division. Le club termine premier du groupe sud puis remporte le titre face aux deux autres vainqueurs de groupe. De retour en division 1, le club termine douzième du championnat, il inscrit lors de cette saison le seul but de sa carrière en championnat.
Alexandre Alhinho retourne alors en division 2 et joue au Lusitano Évora puis, la saison suivante, au GD Estoril-Praia. Il ne reste qu'une saison également dans cette équipe et signe, en 1986, à l'Academico Viseu, toujours en deuxième division. Le club remporte le groupe centre puis termine vice-champion derrière le FC Famalicão. Il arrête sa carrière professionnelle sur une dernière saison en division 1 où il dispute 22 rencontres.
Il reste dans le milieu du football et passe un diplôme en éducation physique puis retourne entraîner au Cap-Vert. Il dirige l'équipe d'Académica Mindelo et remporte le titre de champion en 1989, puis prend en charge le FC Batuque. Il intègre ensuite la fédération du Cap-Vert de football où il s'occupe des équipes de jeunes, puis devient sélectionneur du Cap-Vert en 2003. Il démissionne de son poste en janvier 2006 à la suite de la non-qualification de l'équipe nationale à la Coupe d'Afrique des nations 2006. Il est depuis septembre 2012 l'entraîneur de l'Académica Mindelo.

## Palmarès
Alexandre Alhinho dispute 233 rencontres pour un but marqué en championnat du Portugal. Avec le FC Porto, il termine vice-champion du Portugal en 1975. Sous les couleurs du SC Farense, il remporte le championnat du Portugal de deuxième division en 1983 puis termine vice-champion de deuxième division en 1988 avec l'Academico Viseu.
Il est international junior, espoir et B avec le Portugal, il est également appelé une fois en équipe A mais n’entre pas en jeu. Avec l'équipe universitaire portugaise, il remporte le tournoi européen disputé aux Pays-Bas. 